# Progress M-16
Progress M-16 (ryska: Прогресс М-16) var en rysk obemannad rymdfarkost som levererade förnödenheter, syre, vatten och bränsle till rymdstationen Mir. Den sköts upp med en Sojuz-U2-raket från Kosmodromen i Bajkonur den 21 februari 1993 och dockade med Mir den 23 februari. Den 26 mars genomförde Progress M-16 en utdockning och återdockning till Kvant-1. På morgonen den 27 mars 1993 lämnade farkosten rymdstationen och som planerat brann den upp i jordens atmosfär bara några timmar senare.

### Fotnoter
1. ↑  ”NASA Space Science Data Coordinated Archive” (på engelska). NASA. https://nssdc.gsfc.nasa.gov/nmc/spacecraft/display.action?id=1993-012A. Läst 1 mars 2020.
2. ↑  Manned Astronautics - Figures & Facts Arkiverad 9 oktober 2007 hämtat från the Wayback Machine., läst 15 juli 2016.